# Paul Nihill
Vincent Paul Nihill (né le 5 septembre 1939 à Colchester et mort le 15 décembre 2020) est un athlète britannique spécialiste des épreuves de marche athlétique. Licencié au Surrey Walking Club puis au Croydon and Medway, il mesure 1,80 m pour 66 kg. Il est l'ancien détenteur du record du monde du 20 kilomètres marche en 1 h 24 min 50 s réalisé le 30 juillet 1972 à Douglas.

## Carrière

### Palmarès
| Date | Compétition              | Lieu     | Résultat | Épreuve              | Performance       |
| ---- | ------------------------ | -------- | -------- | -------------------- | ----------------- |
| 1963 | Coupe du monde de marche | Varèse   | 2e       | 20 kilomètres marche | 1 h 33 min 19 s   |
| 1964 | Jeux olympiques          | Tokyo    | 2e       | 50 kilomètres marche | 4 h 11 min 32 s   |
| 1969 | Championnats d'Europe    | Athènes  | 1er      | 20 kilomètres marche | 1 h 30 min 48 s   |
| 1971 | Championnats d'Europe    | Helsinki | 3e       | 20 kilomètres marche | 1 h 27 min 34 s   |
| 1972 | Jeux olympiques          | Munich   | 6e       | 20 kilomètres marche | 1 h 28 min 44 s 4 |
| 1972 | Jeux olympiques          | Munich   | 9e       | 50 kilomètres marche | 4 h 14 min 09 s 4 |
| 1976 | Jeux olympiques          | Montréal | 30e      | 20 kilomètres marche | 1 h 36 min 40 s 4 |

### Records
| Épreuve              | Performance       | Lieu    | Date            |
| -------------------- | ----------------- | ------- | --------------- |
| 20 kilomètres marche | 1 h 24 min 50 s   | Douglas | 30 juillet 1972 |
| 50 kilomètres marche | 4 h 11 min 31 s 2 | Tokyo   | 1964            |